# Latvijas Radio Amatieru Līga
Die Latvijas Radio Amatieru Līga (kurz LRAL, deutsch wörtlich: „Lettische Funk-Relais-Kette“, sinngemäß: „Lettischer Amateurfunkverband“) ist der nationale Verband der Funkamateure in Lettland.
Die LRAL ist Mitglied der International Amateur Radio Union (IARU Region 1), der internationalen Vereinigung von Amateurfunkverbänden, und vertritt dort die Interessen der Funkamateure des Landes.

## Geschichte
Wie auch bei anderen Amateurfunkverbänden, besteht der Zweck der LRAL darin, das Hobby Amateurfunk zu fördern und die Weiterentwicklung von Kommunikationsformen mithilfe der Funktechnik zu unterstützen. Damit dient sie nicht nur der technisch-kreativen Arbeit des Einzelnen, sondern ist darüber hinaus ein wichtiges Mittel zur internationalen Völkerverständigung. Dazu gehören neben der traditionellen Ausrüstung einer Amateurfunkstelle mit Morsetaste, Transceiver und Antenne(n), auch modernere Hilfsmittel, wie die Nutzung von Computern, beispielsweise zur Umsetzung von digitalen Betriebsarten wie FT8.
Die LRAL organisiert Funkwettbewerbe und bietet einen Dienst zum internationalen Austausch von QSL-Karten an.